# European Scout Jamboree

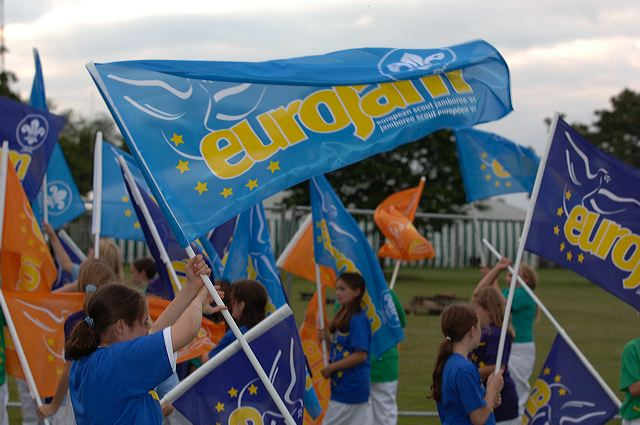
Eröffnungsfeier Eurojam 2005

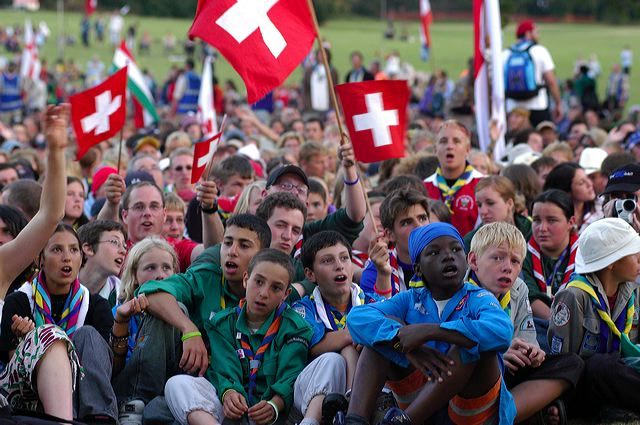
Abschlussfeier Eurojam 2005

Das European Scout Jamboree (kurz: Eurojam) ist ein internationales Pfadfinderlager, das in unregelmäßigem Rhythmus von der Europaregion der World Organization of the Scout Movement (WOSM) veranstaltet wird.
Bislang wurden zwei European Scout Jamborees durchgeführt, beide als Generalprobe für das ein oder zwei Jahre später auf dem gleichen Gelände stattfindende World Scout Jamboree mit jeweils etwa 10.000 Teilnehmern:
- 1994 in Biddinghuizen, Gemeinde Dronten, Flevoland, Niederlande
- 2005 in Hylands Park, Chelmsford, England

Eine regelmäßigere Durchführung dieser WOSM-Großveranstaltung ist geplant, Genaueres aber bisher nicht bekannt.
Unter der Bezeichnung Eurojam führen auch andere internationale Pfadfinderverbände europäische Lager durch, die aber meist deutlich weniger Teilnehmer haben. Zu diesen Veranstaltern zählen die Confédération Européenne de Scoutisme und die Union Internationale des Guides et Scouts d’Europe.
Das European Jamboree 2020 sollte auf der Insel Sobieszewo, in der Danziger Bucht bei Danzig, mit rund 22.000 Teilnehmern aus 65 Nationen stattfinden. Wegen der Covid-19-Pandemie wurde von den polnischen Veranstaltern beschlossen, das European Jamboree auf den Sommer 2021 zu verschieben. Am 23. November 2020 wurde das Treffen vollständig abgesagt.
Nachdem die Delegierten der World Scout Conference in Baku 2017 beschlossen hatten, dass das 25. World Scout Jamboree 2023 in Korea stattfinden sollte, baten Pfadfinder aus fast 30 europäischen Ländern anschließend, den bei der Wahl unterlegenen polnischen Pfadfinderverband, die Organisation eines European Scout Jamborees in Erwägung zu ziehen. Der polnische Pfadfinderverband hatte bereits vorgesehen in Vorbereitung auf die Ausrichtung des Weltjamboree im Jahr 2023, 2021 ein European Jamboree durchzuführen.
Aus Deutschland wollten die Ringe deutscher Pfadfinderinnen- und Pfadfinderverbände ein gemeinsames Kontingent stellen. Die Pfadibewegung Schweiz und die Pfadfinder und Pfadfinderinnen Österreichs wollten ebenfalls mit Kontingenten am European Jamboree teilnehmen.